# Battaglia di Klušino (1610)
La battaglia di Klušino (di Kłuszyno in polacco), avvenne nei pressi del villaggio di Klušino (Kłuszyno in Polacco) nei pressi di Smolensk il 4 luglio 1610, e vide le forze combinate dei regni di Svezia e Russia contrapporsi alla confederazione polacco-lituana, durante la guerra polacco-moscovita che fu parte del periodo dei torbidi in Russia. Seppur soverchiati numericamente da russi e svedesi, i polacchi trionfarono in maniera decisiva contro l'avversario, per merito della competenza tattica dell'etmano Stanisław Żółkiewski e la forza degli ussari polacchi, l'élite dell'esercito; la battaglia è ricordata come una delle più grandi vittorie della cavalleria polacca e come esempio dell'eccellenza e della supremazia dell'esercito polacco ai tempi.

## Antefatto
Nel 1610, per rispondere all'avanzata polacca in Russia, quest'ultima si alleò con la Svezia e insieme lanciarono un'operazione nota come Campagna De la Gardie. Un esercito russo sotto il principe Dmitry Šujskij, fratello dello zar Basilio IV, tentò di salvare la fortezza di Smolensk, salvo poi essere respinto dai polacchi; lo stesso principe aveva intanto diviso le sue forze in unità più piccole.
Un esercito di 12 000 polacchi sotto l'etmano Stanisław Żółkiewski incontrò un'avanguardia di 8 000 russi sotto Grigory Valuyev e tentò di attaccarla il 24 giugno, ma i russi fortificarono il loro campo a Carëvo-Zajmišče; pur ritrovandosi circondati nel loro accampamento, sarebbero stati raggiunti dalla forza principale di Šujskij al comando di 35 000 uomini in pochi giorni. Tuttavia, i russi non conoscevano la potenza e il numero dei soldati polacchi, e inoltre l'avanguardia non era riuscita ad avvertire Šujskij dei polacchi. Żółkiewski, dal canto suo, confidava nei suoi potenti ussari, e decise dunque di continuare l'attacco: il 3 luglio, decise di lasciare parte del suo esercito all'assedio, e si portò la parte più mobile conducendola all'attacco contro Šujskij. L'attacco riuscì, in quanto né gli assediati né Šujskij compresero la vera potenza dei polacchi, tanto meno si aspettarono una simile mossa come una battaglia campale.

## Forze in campo
Tra i 12 300 polacchi a Smolensk, a sfidare in campo aperto i russi c'erano tra i 6 500 e i 6 800 soldati polacchi, di cui 5 500 erano i famosi ussari alati sotto l'etmano Żółkiewski, il quale possedeva anche due cannoni (quattro secondo alcune fonti). I russi in totale erano 48 000, ma nella battaglia campale erano in 30 000, più 5 000 mercenari fiamminghi, francesi, tedeschi, spagnoli, inglesi e scozzesi a loro temporaneamente alleati, e oltre a Šujskij, erano comandati dai principi Andrey Galitzine e Danilo Mezetsky, i quali avevano a disposizione anche undici cannoni.

## La battaglia

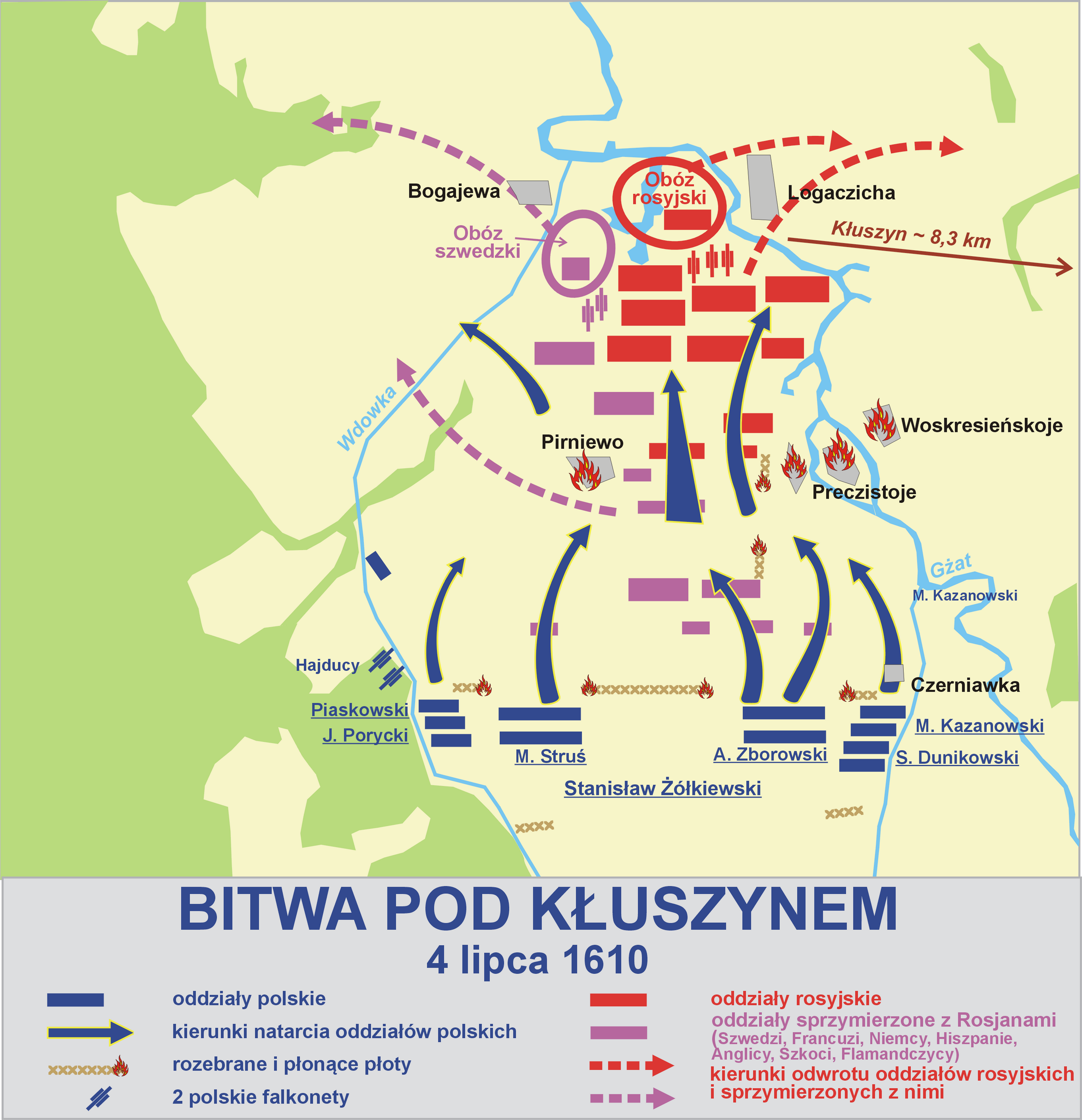
Mappa della battaglia

Stando ad un racconto dello storico polacco Leszek Podhorecki, i polacchi e i russi si incontrarono tra loro durante la notte ma, invece di combattersi tra loro, si diedero l'un l'altro il tempo di organizzarsi. Secondo Mirosław Nagielski, altro storico polacco, i polacchi invece attaccarono per primi di notte, contando di prendere i russi di sorpresa.
L'esercito russo era diviso nel fianco destro formato dai mercenari, dall'esercito principale al centro e dal fianco sinistro. La linea di battaglia consisteva in fanti come picchieri, moschettieri e archibugieri, in gran parte dietro le recinzioni del villaggio, mentre dietro e all'ala sinistra, dove vi erano meno recinzioni, c'era la cavalleria. L'artiglieria russa, lasciata sul campo, non giocò alcun ruolo nella battaglia. L'esercito polacco, dall'altra parte, era invece formato principalmente dalla cavalleria, soprattutto i suoi ussari alati, più 400 fanti cosacchi sull'ala sinistra; all'esercito si aggiunsero 200 fanti e due cannoni, che non parteciparono alla prima parte della battaglia.
Il campo, un campo agricolo piano, era attraversato da un'alta recinzione di villaggio rinforzata in modo che gli ussari polacchi potessero caricare soltanto tramite uno spazio stretto.
La battaglia iniziò prima dell'alba. Nella prima parte, gli ussari polacchi caricarono ripetutamente le posizioni fortificate dei russi nella speranza di infrangerli, principalmente contro la fanteria, nascosta tra le recinzioni. Samuel Maskiewicz, scrittore che partecipò alla battaglia nella compagnia ussara, afferma che caricarono tra le otto e le dieci volte.
Conscio che i polacchi si stavano stancando, Šujskij ordinò a un'unità di raitri di contrattaccare gli ussari, ma questi scartarono le loro armi da fuoco e attaccarono in mischia. La malaparata risultò nella rottura del fianco sinistro russo, seguito a ruota dal resto dei ranghi, i quali furono costretti a ritirarsi verso le porte del loro accampamento.
Ciononostante, i mercenari all'ala sinistra continuarono a combattere per molte ore, ma alla fine, con l'arrivo dei cannoni e della fanteria, furono costretti a cedere le loro posizioni; la maggior parte di loro riuscì a ritirarsi protetta dai picchieri.
Ora i polacchi circondavano ben due fortificazioni, e anche i mercenari che si erano posti nelle foreste vicine, ma erano sfiancati dalla battaglia, e vi era ancora l'ostacolo del campo russo fortificato pieno di truppe fresche. Żółkiewski decise dunque di avviare delle trattative di guerra, con significante successo; i mercenari, sentendosi abbandonati dai russi, entrarono nei negoziati con i polacchi e infine si arresero dopo aver accettato condizioni soddisfacenti: poterono infatti ritirarsi a patto che abbandonassero il regno russo; addirittura, settecento di loro decisero di unirsi ai polacchi.

## Conseguenze

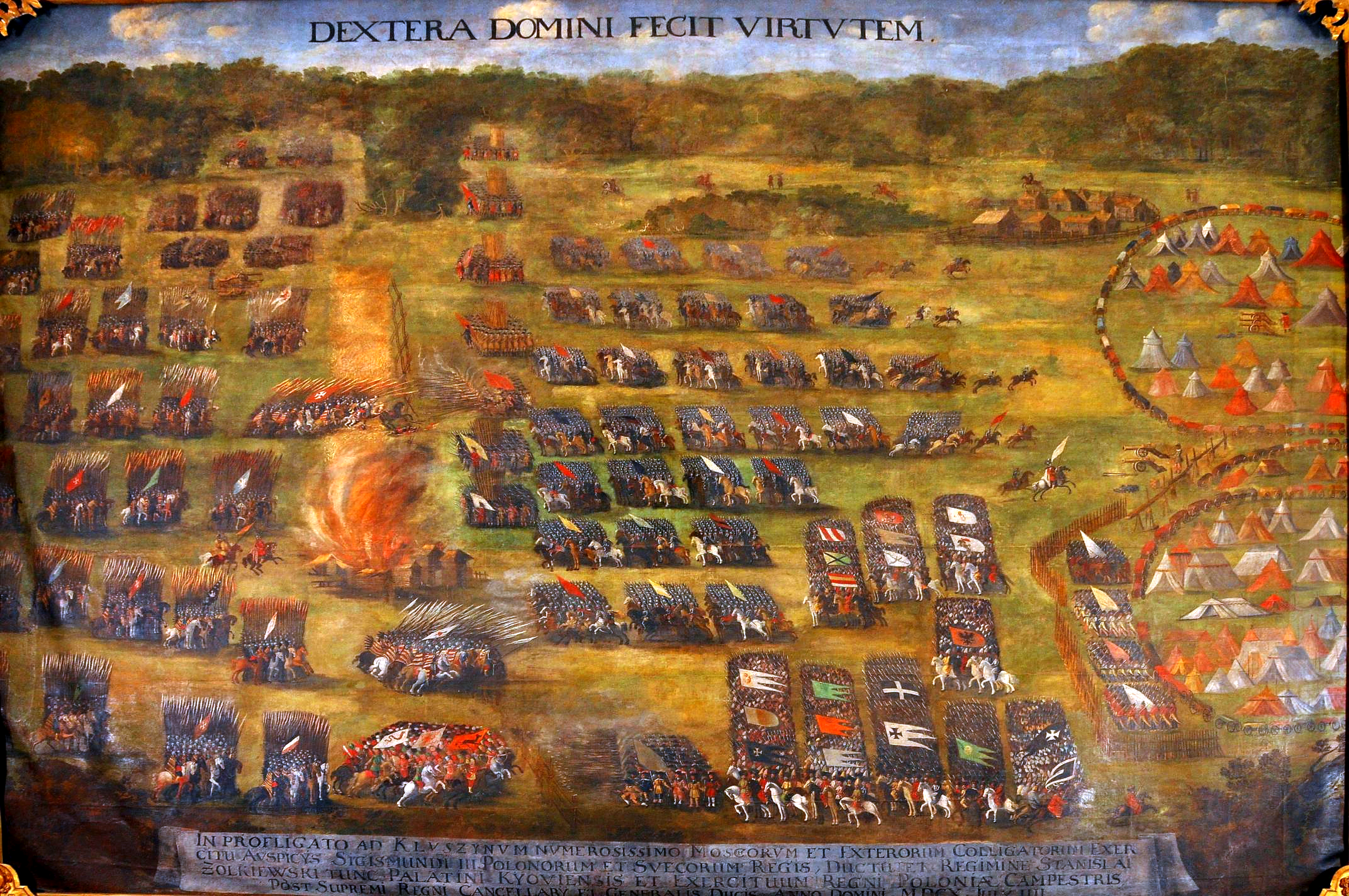
La battaglia di Klušino

Nel suo insieme, la battaglia durò per almeno cinque ore, con 5 000 perdite da parte di Šujskij e appena 400, di cui 100 ussari, da parte di Żółkiewski.
Seppur sconfitti, i russi poterono ritirarsi, in quanto Šujskij preferì non riaprire le ostilità, nonostante gli altri comandanti gli consigliassero il contrario. I polacchi rinunciarono a fermarli, preferendo invece saccheggiare l'accampamento. Stando ancora a Nagielski, però, i polacchi inseguirono i russi in ritirata, infliggendo migliaia di ulteriori morti. Tra il bottino preso dai polacchi si trovano beni di lusso (oro, argento e pellicce), equipaggiamento militare (tra cui anche gli undici cannoni) e trofei di guerra (numerose bandiere e stendardi di comando).
La battaglia è considerata dagli storici moderni come una vittoria decisiva polacca, ma i registri contemporanei continuarono a sottolineare l'importanza dell'assedio di Smolensk già citato prima comandato dal re polacco Sigismondo III Vasa, più di quanto non dessero importanza alla vittoria di Żółkiewski. A ogni modo, dopo la battaglia, quest'ultimo si rivolse ai russi presenti a Carëvo-Zajmišče, i quali, dopo aver saputo della sconfitta a Klušino, si arresero. Intanto, lo Zar Basilio IV fu costretto a cedere ai Sette Boiardi e Żółkiewski entrò a Mosca senza molte difficoltà. I Sette Boiardi acclamarono il principe polacco Ladislao IV, figlio del re, come nuovo Zar di Russia; questi mantenne tale titolo dal 1610 al 1634, ma non prese mai il trono, dato che suo padre non riuscì a intavolare trattative durature con i boiardi. In seguito, la guarnigione polacca a Mosca fu assediata e si arrese una settimana dopo.
La battaglia è commemorata nella tomba del milite ignoto di Varsavia, con l'iscrizione "KLUSZYN – MOSKWA 2 VII – 28 VIII 1610".